# Station Mende
Station Mende is een spoorwegstation nabij het centrum van de Franse gemeente Mende op km 644,723 van de lijn Monastier - La Bastide-Saint-Laurent-les-Bains
Het station ligt op 722 m hoogte, behoort toe aan de SNCF en wordt bediend door de TER Occitanie.
Het werd in gebruik genomen op 3 mei 1884, samen met het traject Monastier - Mende. De verdere doortrekking naar La Bastide-Saint-Laurent-les-Bains werd in gebruik genomen op 15 november 1902.